# Constance Valentin
Constance Valentin (Nîmes, 19 maart 1998) is een Frans wielrenster.

## Carrière
In 2024 maakte Valentin de overstap van het amateurniveau naar Winspace. Haar debuut voor de ploeg maakte ze begin februari in de Ronde van Valencia, waar ze op plek 66 eindigde. Datzelfde jaar reed ze de Ronde van Spanje. In haar tweede seizoen voor de ploeg maakte ze haar debuut in de Ronde van Frankrijk, waar ze na negen etappes op plek 91 in het klassement eindigde.

## Resultaten in voornaamste wedstrijden
| Jaar | Ronde van Italië | Ronde van Frankrijk | Ronde van Spanje |
| ---- | ---------------- | ------------------- | ---------------- |
| 2024 |                  |                     | 106e             |
| 2025 |                  | 102e                |                  |

| Jaar | Parijs-Roubaix | Luik-Bast.‑Luik |
| ---- | -------------- | --------------- |
| 2024 | 91e            |                 |
| 2025 | 69e            | 55e             |

## Ploegen
- 2024 –  Winspace
- 2025 –  Winspace Orange Seal